# Ferrari Challenge
Die Ferrari Challenge ist eine Markenpokal-Rennserie der Automarke Ferrari, einer durch die FIA offiziell zugelassenen GT-Meisterschaft.

## Die Rennserie
Die Ferrari Challenge wurde 1993 durch die Ferrari S.p.A. gegründet. Die Rennserie wurde lange in drei Meisterschaften mit 14 Läufen ausgerichtet, nämlich in den Vereinigten Staaten, Japan und dem Pazifikraum sowie in Europa; jährlich findet ein Weltfinale in Italien statt. Unterteilt wird in die Klassen Trofeo Pirelli und Coppa Shell. Ursprünglich waren ausschließlich Fahrer und Teams des Ferrari 348 zugelassen, in den Jahren für folgende Fahrzeuge:
- 1993–1995: Ferrari 348 Challenge
- 1995–2000: Ferrari F355 Challenge
- 2000–2006: Ferrari 360 Challenge
- 2006–2011: Ferrari F430 Challenge
- 2011–2017: Ferrari 458 Challenge
- seit 2018: Ferrari 488 Challenge

Seit Beginn der Ferrari Challenge Meisterschaft 1993 ist der italienische Reifenhersteller Pirelli Reifenausstatter.

## Videospiele
Es gibt mehrere Videospiele, die sich auf die Rennserie beziehen:
- Ferrari Challenge: Trofeo Pirelli (2008)
- Ferrari Challenge: Deluxe (2009)
- Ferrari The Race Experience (2010)